# Назад в Холодную войну
«Назад в Холодную войну» (англ. Back to the Cold War) — четвёртый эпизод двадцать пятого сезона американского мультсериала «Южный Парк». Премьера эпизода состоялась на Comedy Central в США 2 марта 2022 года.

## Сюжет
Мистер Гаррисон рассказывает детям в школе, что поссорился со своим бойфрендом, но просит из-за этого не переживать. Ученики отвечают, что вообще-то сейчас они больше беспокоятся из-за Владимира Путина. Появляется школьный психолог Мистер Маки, который объявляет учебную тревогу на случай ядерной войны. Через некоторое время Маки вызывает к себе ПК Директор, который просит не устраивать ежедневно по несколько раз учебные тревоги. ПК Директор предполагает, что психолог просто ностальгирует по своей молодости, по 1980-м. Такое несерьёзное отношение к возможной ядерной войне наталкивает Маки на мысль, что ПК Директор работает на русских. Тем временем Баттерс принимает участие в соревнованиях по выездке. Его главным соперником является русский мальчик по фамилии Солоков. Отец Баттерса начинает давить на сына, требуя победы, так как это уже вопрос национальной безопасности. Баттерс рассказывает об этой истории школьному психологу. Мистер Маки связывает всё воедино. Теперь он подозревает, что ракеты, русские и соревнования по выездке связаны между собой. Маки отправляется домой к своей матери и использует свой старый компьютер, чтобы подключиться к системе NORAD. Маки переключает шкалу DEFCON на 3-й уровень боевой готовности. Российские военные узнают об этом и докладывают Путину, который в этот момент сам подвержен ностальгическим переживаниям. В комнату к Маки заходит мама. Она объясняет сыну, что его приступ ностальгии связан с тем, что он боится стареть, и хочет вернуться в молодость. Наша память устроена так, что мы помним только хорошее, но в прошлом было и много плохого. Холодная война — это не то время, к которому нужно возвращаться. На соревнованиях по выездке русский мальчик падает со своего пони, поэтому победа присуждается Баттерсу. Появляется Мистер Маки, который произносит речь. Он сообщает, что изменился за эти несколько дней и больше не стремится в прошлое. Он просит русских проделать ту же работу над собой.

## Отзывы
Дэн Кэффри из The A.V. Club поставил эпизоду оценку «B+». Кэффри высоко оценил разговор между Маки и его матерью. Было отмечено, что эпизод перекликается с такими эпизодами, как «Ягодки-вспоминашки» (в котором также использовалась ностальгия в качестве оправдания злодеяний) и «Стар ты стал». Кэффри отметил отсылки на «Рокки 4» и «Военные игры».